# Grande Prêmio dos Estados Unidos de 1989
Resultados do Grande Prêmio dos Estados Unidos de Fórmula 1 realizado em Phoenix em 4 de junho de 1989. Quinta etapa do campeonato, foi vencido pelo francês Alain Prost, piloto da McLaren-Honda, com Riccardo Patrese em segundo pela Williams-Renault e Eddie Cheever em terceiro pela Arrows-Ford.

## Resumo

### Phoenix estreia na Fórmula 1
Parte do calendário inaugural da Fórmula 1 em 1950, as 500 Milhas de Indianápolis deram à categoria o status de campeonato mundial afastando do evento a pecha de uma simples "aventura europeia", embora os pilotos do Velho Continente, exceção feita a Alberto Ascari e sua Ferrari em 1952, tenham ignorado a prova norte-americana. Somente em 1959 ocorreu em Sebring a primeira edição do Grande Prêmio dos Estados Unidos válida pelo mundial de Fórmula 1, prova transferida para Riverside em 1960, seis meses depois das 500 Milhas de Indianápolis deixarem o certame. A mais longeva sede da Fórmula 1 a partir de então foi Watkins Glen, não obstante a posterior inserção de circuitos de rua à folhinhaː Long Beach, Caesars Palace, Detroit, Dallas e agora Phoenix. Exceção feita a Indianápolis, o único triunfo nativo em provas de Fórmula 1 nos Estados Unidos aconteceu quando Mario Andretti, guiando uma Lotus, venceu o Grande Prêmio do Oeste dos Estados Unidos de 1977 em Long Beach. Ao longo dos anos 1980, a torcida foi laureada pelo esforço de Eddie Cheever, piloto nascido de Phoenix cujo melhor resultado em casa foi o segundo lugar no Grande Prêmio de Detroit de 1982, quando defendia a Ligier.
O primeiro contato dos pilotos com o novo circuito foi a bordo de carros de passeio e nessa interação houve quem elogiasse o traçado e a largura da pista, embora a proximidade com os alambrados e os muros de concreto não agradassem a Alain Prost. Bueiros mal cobertos e uma área cimentada ao final da reta dos boxes também mereceram críticas, mas não houve maiores reprovações. Caberia aos pilotos o desafio de regular seus bólidos numa pista nova onde as treze curvas em ângulo reto representam um desafio à concentração, além de suportar os rigores climáticos do Deserto de Sonora.

### Recorde de poles para Senna
Mesmo receoso quanto à falta de aderência da pista, Ayrton Senna valeu-se de sua maior velocidade na reta e foi um segundo e meio mais rápido que Alain Prost no treino de classificação da sexta-feira, resultado que deu a primeira fila à McLaren e atestou a força da equipe alvirrubra mesmo em local inexplorado como o Circuito de Rua de Phoenix. Apesar de sua condição excelsa ao final da sessão, o brasileiro não quis prognosticar o sábado, limitando-se a dizer que manteria o empenho na busca pelo melhor tempo, prevendo muitas quebras no domingo devido ao calor escaldante. Os rigores climáticos, inclusive, obrigaram os times a abrirem buracos extas na carenagem dos carros, havendo até quem fosse ao asfalto sem a cobertura aerodinâmica a fim de facilitar a ventilação. Tão alto foi o tempo de Ayrton Senna que nem mesmo foi capaz de baixá-lo no sábado, embora a maioria dos pilotos tenham assinalado marcas melhores em relação ao dia anterior. Nenhum esforço removeu a McLaren da primeira fila e manteve a diferença entre os pilotos de Woking em patamar semelhante ao de outrora. Na segunda fila estavam Alessandro Nannini pela Benetton e Nigel Mansell pela Ferrari, com o espaco seguinte ocupado pela Brabham de Martin Brundle e a Dallara de Alex Caffi, os melhores da pré-classificação. Em décimo sétimo largará o norte-americano Eddie Cheever, da Arrows.
Findo o treino, Ayrton Senna celebrou sua trigésima quarta pole position, número que o fez quebrar um recorde pertencente ao britânico Jim Clark. "Eu não acompanhei as corridas de Clark, mas os seus resultados e recordes mostram o quanto ele era bom", disse o brasileiro antes de concluirː "Sobre meu recorde, acho que vai durar alguns anos. Afinal, o de Clark demorou 20 anos para ser superado". Outro recorde firmado por Ayrton Senna foi o de oito poles consecutivas, marca ainda vigente na Fórmula 1.

### Regularidade, a arma de Prost
Alain Prost largou melhor e liderou os primeiros metros da corrida, situação revertida por Ayrton Senna logo na entrada da primeira curva. No quarto giro, Nigel Mansell tomou o terceiro lugar de Alessandro Nanini, sendo que o italiano da Benetton abandonou a prova na décima volta por cansaço físico, reflexo da pancada sofrida no warm up quando seu carro estampou o muro obrigando Nanini a receber auxílio médico. Mesmo com traumatismos no joelho direito e na região lombar, foi liberado para correr, sucumbindo ao esforço. A essa altura a vantagem de Senna sobre Prost era de oito segundos, enquanto a Ferrari de Mansell não representava ameaça. No quesito "infortúnio", a March viu seus pilotos ficaram pelo caminhoː Maurício Gugelmin foi desclassificado na volta vinte por troca ilegal do fluido de freio e dois giros mais tarde, Ivan Capelli parou por um defeito na transmissão. A única boa notícia para a equipe liderada por Ian Phillips e Adrian Newey, foi a compra da mesma pela imobiliária japonesa Leyton House, patrocinadora-mor do time.
O triunvirato que comandava a prova começou a desfazer-se quando Nigel Mansell parou na volta trinta e um por causa do alternador. Três giros mais tarde, um simples gesto mudaria os rumos da provaː Senna sinalizou com a mão para que Prost o ultrapassasse pela direita, aceno retribuído pelo francês após a conclusão da manobra. Na volta anterior, a vantagem do brasileiro caíra para pouco mais de um segundo, prenúncio inequívoco de falha na McLaren de Ayrton Senna. Parado nos boxes durante algum tempo, ele retornou à pista na trigésima sexta volta em décimo quinto lugar, girando rápido o bastante para marcar a melhor volta da corrida na volta trinta e oito, mas o piloto abandonaria por pane elétrica seis giros depois, corroborando a liderança tranquila de Alain Prost à frente de Alex Caffi, sendo que o piloto da Scuderia Italia (time que usa o chassis Dallara) estava a 42 segundos de distância. Alex Caffi não resistiria ao avanço de Gerhard Berger, Riccardo Patrese e Eddie Cheever, caindo para o quinto lugar.
Grandes ou pequenas, as equipes resistiam da melhor forma possível aos rigores de Phoenix, tanto que os carros da Brabham ficaram pelo caminho por falhas nos freios, mas nada foi capaz de superar a trapalhada do retardatário Andrea de Cesarisː na quinquagésima primeira volta, ele seria ultrapassado por seu companheiro de equipe, Alex Caffi. Contudo, o pneu traseiro esquerdo de Andrea de Cesaris tocou no pneu dianteiro direito de Alex Caffi que, descontrolado, bateu no muro de proteção e abandonou a corrida, enquanto seu compatriota terminaria num envergonhado oitavo lugar para desgosto da equipe Dallara. Na volta sessenta e um, a Ferrari deixou Gerhard Berger a pé devido ao alternador, assim como acontecera com Nigel Mansell. Antes da largada, os organizadores da prova tentaram reduzir de 80 para 70 voltas o percurso do Grande Prêmio dos Estados Unidos. Para que isso ocorresse, seria preciso o voto unânime das equipes, porém a teimosia de Ken Tyrrell impediu o acordo. Pior para o dirigente britânico, afinal um problema na injeção de combustível exatamente na septuagésima volta derrubou Jonathan Palmer do quarto para o nono lugar, deixando a Tyrrell sem marcar pontos.
Sem ameaças à sua posição, Alain Prost diminuiu o ritmo e foi declarado vencedor após duas horas de corrida, limite prescrito no regulamento. Celebrando 200 corridas da Williams na categoria, Riccardo Patrese chegou na segunda posição após resistir ao ataque da Arrows de Eddie Cheever, este premiado com o nono e último pódio de sua carreira na Fórmula 1. Quarto colocado com a Rial, o alemão Christian Danner jamais voltaria a pontuar, enquanto Johnny Herbert foi o quinto com a Benetton e Thierry Boutsen o sexto com a outra Williams.
Embora tenha sido apenas a primeira vitória de Alain Prost em 1989, o fato dele ter pontuado em todos os Grandes Prêmios realizados até aqui garantem-lhe a liderança do campeonato com 29 pontos ante os 27 de Ayrton Senna, cujas três vitórias perderam força em razão dele não ter pontuado no Grande Prêmio do Brasil e agora em solo norte-americano. Entre os construtores, a liderança da McLaren segue inabalável graças aos 56 pontos que auferiu.

## Classificação

### Pré-classificação
| Pos. | N.º | Piloto                | Construtor      | Tempo    | Dif.     |
| ---- | --- | --------------------- | --------------- | -------- | -------- |
| 1    | 7   | Martin Brundle        | Brabham-Judd    | 1:32.293 | —        |
| 2    | 21  | Alex Caffi            | Dallara-Ford    | 1:32.992 | + 0.699  |
| 3    | 36  | Stefan Johansson      | Onyx-Ford       | 1:33.768 | + 1.475  |
| 4    | 8   | Stefano Modena        | Brabham-Judd    | 1:33.924 | + 1.631  |
| 5    | 18  | Piercarlo Ghinzani    | Osella-Ford     | 1:34.281 | + 1.988  |
| 6    | 32  | Pierre-Henri Raphanel | Coloni-Ford     | 1.35.110 | + 2.817  |
| 7    | 33  | Gregor Foitek         | EuroBrun-Judd   | 1:35.805 | + 3.512  |
| 8    | 17  | Nicola Larini         | Osella-Ford     | 1:36.470 | + 4.177  |
| 9    | 41  | Joachim Winkelhock    | AGS-Ford        | 1:36.498 | + 4.205  |
| 10   | 39  | Volker Weidler        | Rial-Ford       | 1:36.583 | + 4.290  |
| 11   | 34  | Bernd Schneider       | Zakspeed-Yamaha | 1:36.610 | + 4.317  |
| 12   | 35  | Aguri Suzuki          | Zakspeed-Yamaha | 1:37.776 | + 5.483  |
| 13   | 37  | Bertrand Gachot       | Onyx-Ford       | 1:45.530 | + 13.237 |

### Treinos classificatórios
| Pos.    | N.º | Piloto             | Construtor       | Q1       | Q2       | Grid    |
| ------- | --- | ------------------ | ---------------- | -------- | -------- | ------- |
| 1       | 1   | Ayrton Senna       | McLaren-Honda    | 1:30.108 | 1:30.710 | —       |
| 2       | 2   | Alain Prost        | McLaren-Honda    | 1:31.620 | 1:31.517 | + 1.409 |
| 3       | 19  | Alessandro Nannini | Benetton-Ford    | 1:32.924 | 1:31.799 | + 1.691 |
| 4       | 27  | Nigel Mansell      | Ferrari          | 1:31.927 | 1:33.383 | + 1.819 |
| 5       | 7   | Martin Brundle     | Brabham-Judd     | 1:32.750 | 1:31.960 | + 1.852 |
| 6       | 21  | Alex Caffi         | Dallara-Ford     | 1:32.819 | 1:32.160 | + 2.052 |
| 7       | 8   | Stefano Modena     | Brabham-Judd     | 1:34.267 | 1:32.286 | + 2.178 |
| 8       | 28  | Gerhard Berger     | Ferrari          | 1:33.697 | 1:32.364 | + 2.256 |
| 9       | 4   | Michele Alboreto   | Tyrrell-Ford     | 1:33.377 | 1:32.491 | + 2.383 |
| 10      | 9   | Derek Warwick      | Arrows-Ford      | 1:32.640 | 1:32.492 | + 2.384 |
| 11      | 16  | Ivan Capelli       | March-Judd       | 1:36.136 | 1:32.493 | + 2.385 |
| 12      | 30  | Philippe Alliot    | Lola-Lamborghini | 1:34.721 | 1:32.562 | + 2.454 |
| 13      | 22  | Andrea de Cesaris  | Dallara-Ford     | 1:33.061 | 1:32.649 | + 2.541 |
| 14      | 6   | Riccardo Patrese   | Williams-Renault | 1:34.523 | 1:32.795 | + 2.687 |
| 15      | 23  | Pierluigi Martini  | Minardi-Ford     | 1:34.794 | 1:33.031 | + 2.923 |
| 16      | 5   | Thierry Boutsen    | Williams-Renault | 1:35.227 | 1:33.044 | + 2.936 |
| 17      | 10  | Eddie Cheever      | Arrows-Ford      | 1:33.214 | 1:33.361 | + 3.106 |
| 18      | 15  | Maurício Gugelmin  | March-Judd       | 1:35.236 | 1:33.324 | + 3.216 |
| 19      | 36  | Stefan Johansson   | Onyx-Ford        | 1:34.637 | 1:33.370 | + 3.262 |
| 20      | 24  | Luis Pérez-Sala    | Minardi-Ford     | 1:34.636 | 1:33.724 | + 3.616 |
| 21      | 3   | Jonathan Palmer    | Tyrrell-Ford     | 1:34.748 | 1:33.741 | + 3.633 |
| 22      | 11  | Nelson Piquet      | Lotus-Judd       | 1:33.745 | 1:33.804 | + 3.637 |
| 23      | 12  | Satoru Nakajima    | Lotus-Judd       | 1:35.188 | 1:33.782 | + 3.674 |
| 24      | 40  | Gabriele Tarquini  | AGS-Ford         | 1:34.455 | 1:33.790 | + 3.682 |
| 25      | 20  | Johnny Herbert     | Benetton-Ford    | 1:35.377 | 1:33.806 | + 3.698 |
| 26      | 38  | Christian Danner   | Rial-Ford        | 1:35.453 | 1:33.848 | + 3.740 |
| 27      | 26  | Olivier Grouillard | Ligier-Ford      | 1:35.124 | 1:34.153 | + 4.045 |
| 28      | 31  | Roberto Moreno     | Coloni-Ford      | 2:10.795 | 1:34.352 | + 4.244 |
| 29      | 25  | René Arnoux        | Ligier-Ford      | 1:35.823 | 1:34.798 | + 4.715 |
| 30      | 29  | Yannick Dalmas     | Lola-Lamborghini | 1:35.771 | 1:35.496 | + 5.388 |
| Fontes: |     |                    |                  |          |          |         |

### Corrida
| Pos.    | Nº | Piloto                | Construtor       | Voltas | Tempo/Diferença        | Grid | Pontos |
| ------- | -- | --------------------- | ---------------- | ------ | ---------------------- | ---- | ------ |
| 1       | 2  | Alain Prost           | McLaren-Honda    | 75     | 2:01:33.133            | 2    | 9      |
| 2       | 6  | Riccardo Patrese      | Williams-Renault | 75     | 39.696                 | 14   | 6      |
| 3       | 10 | Eddie Cheever         | Arrows-Ford      | 75     | 43.210                 | 17   | 4      |
| 4       | 38 | Christian Danner      | Rial-Ford        | 74     | + 1 volta              | 26   | 3      |
| 5       | 20 | Johnny Herbert        | Benetton-Ford    | 74     | + 1 volta              | 25   | 2      |
| 6       | 5  | Thierry Boutsen       | Williams-Renault | 74     | + 1 volta              | 16   | 1      |
| 7       | 40 | Gabriele Tarquini     | AGS-Ford         | 73     | Motor                  | 24   |        |
| 8       | 22 | Andrea de Cesaris     | Dallara-Ford     | 70     | + 5 voltas             | 13   |        |
| 9       | 3  | Jonathan Palmer       | Tyrrell-Ford     | 69     | Sistema de combustível | 21   |        |
| Ret     | 28 | Gerhard Berger        | Ferrari          | 61     | Alterador              | 8    |        |
| Ret     | 21 | Alex Caffi            | Dallara-Ford     | 52     | Colisão                | 6    |        |
| Ret     | 11 | Nelson Piquet         | Lotus-Judd       | 52     | Rodou                  | 22   |        |
| Ret     | 36 | Stefan Johansson      | Onyx-Ford        | 50     | Suspensão              | 19   |        |
| Ret     | 24 | Luis Pérez-Sala       | Minardi-Ford     | 46     | Motor                  | 20   |        |
| Ret     | 1  | Ayrton Senna          | McLaren-Honda    | 44     | Pane elétrica          | 1    |        |
| Ret     | 7  | Martin Brundle        | Brabham-Judd     | 43     | Freios                 | 5    |        |
| Ret     | 8  | Stefano Modena        | Brabham-Judd     | 37     | Freios                 | 7    |        |
| Ret     | 27 | Nigel Mansell         | Ferrari          | 31     | Alternador             | 4    |        |
| Ret     | 23 | Pierluigi Martini     | Minardi-Ford     | 26     | Motor                  | 15   |        |
| Ret     | 12 | Satoru Nakajima       | Lotus-Judd       | 24     | Regulador              | 23   |        |
| Ret     | 16 | Ivan Capelli          | March-Judd       | 22     | Transmissão            | 11   |        |
| DSQ     | 15 | Mauricio Gugelmin     | March-Judd       | 20     | Freios                 | 18   |        |
| Ret     | 4  | Michele Alboreto      | Tyrrell-Ford     | 17     | Câmbio                 | 9    |        |
| Ret     | 19 | Alessandro Nannini    | Benetton-Ford    | 10     | Cansaço físico         | 3    |        |
| Ret     | 9  | Derek Warwick         | Arrows-Ford      | 7      | Colisão                | 10   |        |
| Ret     | 30 | Philippe Alliot       | Lola-Lamborghini | 3      | Spun Off               | 12   |        |
| DNQ     | 26 | Olivier Grouillard    | Ligier-Ford      |        |                        |      |        |
| DNQ     | 31 | Roberto Moreno        | Coloni-Ford      |        |                        |      |        |
| DNQ     | 25 | René Arnoux           | Ligier-Ford      |        |                        |      |        |
| DNQ     | 29 | Yannick Dalmas        | Lola-Lamborghini |        |                        |      |        |
| DNPQ    | 18 | Piercarlo Ghinzani    | Osella-Ford      |        |                        |      |        |
| DNPQ    | 32 | Pierre-Henri Raphanel | Coloni-Ford      |        |                        |      |        |
| DNPQ    | 33 | Gregor Foitek         | EuroBrun-Judd    |        |                        |      |        |
| DNPQ    | 17 | Nicola Larini         | Osella-Ford      |        |                        |      |        |
| DNPQ    | 41 | Joachim Winkelhock    | AGS-Ford         |        |                        |      |        |
| DNPQ    | 39 | Volker Weidler        | Rial-Ford        |        |                        |      |        |
| DNPQ    | 35 | Aguri Suzuki          | Zakspeed-Yamaha  |        |                        |      |        |
| DNPQ    | 34 | Bernd Schneider       | Zakspeed-Yamaha  |        |                        |      |        |
| DNPQ    | 37 | Bertrand Gachot       | Onyx-Ford        |        |                        |      |        |
| Fontes: |    |                       |                  |        |                        |      |        |

## Tabela do campeonato após a corrida
| Pos.    | Piloto            | Pontos |
| ------- | ----------------- | ------ |
| 1       | Alain Prost       | 29     |
| 2       | Ayrton Senna      | 27     |
| 3       | Riccardo Patrese  | 12     |
| 4       | Nigel Mansell     | 9      |
| 5       | Alessandro Nanini | 8      |
| Fontes: |                   |        |

| Pos.    | Construtor       | Pontos |
| ------- | ---------------- | ------ |
| 1       | McLaren-Honda    | 56     |
| 2       | Williams-Renault | 16     |
| 3       | Benetton-Ford    | 13     |
| 4       | Ferrari          | 9      |
| 5       | Arrows-Ford      | 8      |
| Fontes: |                  |        |

- Nota: Somente as primeiras cinco posições estão listadas. Entre 1981 e 1990 cada piloto podia computar onze resultados válidos por temporada não havendo descartes no mundial de construtores.